# Mistrovství světa v rychlobruslení na jednotlivých tratích 2004
Mistrovství světa v rychlobruslení na jednotlivých tratích 2004 se konalo od 12. do 14. března 2004 v rychlobruslařské hale Taeneung International Ice-Skating Rink v jihokorejském Soulu. Jednalo se o 8. mistrovství světa v rychlobruslení na jednotlivých tratích.
Českou výpravu tvořila pouze Martina Sáblíková (3000 m, 5000 m).
| Program                            | Program                            | Program                                           | Program |
| ---------------------------------- | ---------------------------------- | ------------------------------------------------- | ------- |
| 12. března                         | 13. března                         | 14. března                                        |         |
| 500 m muži 5000 m muži 1500 m ženy | 1500 m muži 500 m ženy 3000 m ženy | 1000 m muži 10 000 m muži 1000 m ženy 5000 m ženy |         |

## Muži

### 500 metrů
Závodu se zúčastnilo 19 závodníků.
| Pořadí           | Jméno              | Země       | Čas 1       | Čas 2       | Celkový čas |
| ---------------- | ------------------ | ---------- | ----------- | ----------- | ----------- |
| Zlatá medaile    | Jeremy Wotherspoon | Kanada     | 35,54 (2.)  | 35,25 (1.)  | 70,790      |
| Stříbrná medaile | Dmitrij Lobkov     | Rusko      | 35,68 (4.)  | 35,46 (2.)  | 71,140      |
| Bronzová medaile | Mike Ireland       | Kanada     | 35,40 (1.)  | 35,80 (8.)  | 71,200      |
| 4.               | Masaaki Kobajaši   | Japonsko   | 35,60 (3.)  | 35,61 (5.)  | 71,210      |
| 5.               | Casey FitzRandolph | USA        | 35,78 (5.)  | 35,59 (4.)  | 71,370      |
| 6.               | Pekka Koskela      | Finsko     | 35,88 (10.) | 35,55 (3.)  | 71,430      |
| 7.               | Kip Carpenter      | USA        | 35,78 (5.)  | 35,72 (6.)  | 71,500      |
| 8.               | Gerard van Velde   | Nizozemsko | 35,86 (9.)  | 35,82 (9.)  | 71,680      |
| 9.               | Hirojasu Šimizu    | Japonsko   | 35,81 (7.)  | 35,94 (11.) | 71,750      |
| 10.              | Joey Cheek         | USA        | 36,10 (14.) | 35,74 (7.)  | 71,840      |

### 1000 metrů
Závodu se zúčastnilo 20 závodníků.
| Pořadí           | Jméno              | Země       | Čas     |
| ---------------- | ------------------ | ---------- | ------- |
| Zlatá medaile    | Erben Wennemars    | Nizozemsko | 1:10,66 |
| Stříbrná medaile | Jeremy Wotherspoon | Kanada     | 1:11,12 |
| Bronzová medaile | Masaaki Kobajaši   | Japonsko   | 1:11,58 |
| 4.               | Joey Cheek         | USA        | 1:11,68 |
| 5.               | Jan Bos            | Nizozemsko | 1:11,70 |
| 6.               | Kip Carpenter      | USA        | 1:11,71 |
| 7.               | Takaharu Nakadžima | Japonsko   | 1:11,83 |
| 8.               | Tadaši Obara       | Japonsko   | 1:11,85 |
| 9.               | Janne Hänninen     | Finsko     | 1:12,01 |
| 10.              | Pekka Koskela      | Finsko     | 1:12,05 |
| 10.              | Mike Ireland       | Kanada     | 1:12,05 |

### 1500 metrů
Závodu se zúčastnilo 24 závodníků.
| Pořadí           | Jméno              | Země       | Čas     |
| ---------------- | ------------------ | ---------- | ------- |
| Zlatá medaile    | Shani Davis        | USA        | 1:48,64 |
| Stříbrná medaile | Mark Tuitert       | Nizozemsko | 1:49,29 |
| Bronzová medaile | Erben Wennemars    | Nizozemsko | 1:49,40 |
| 4.               | Ralf van der Rijst | Nizozemsko | 1:50,26 |
| 5.               | Chad Hedrick       | USA        | 1:50,84 |
| 6.               | Li Čchang-jü       | Čína       | 1:50,94 |
| 7.               | Jevgenij Lalenkov  | Rusko      | 1:51,07 |
| 8.               | Derek Parra        | USA        | 1:51,13 |
| 9.               | Enrico Fabris      | Itálie     | 1:51,37 |
| 10.              | Jan Friesinger     | Německo    | 1:51,62 |

### 5000 metrů
Závodu se zúčastnilo 24 závodníků.
| Pořadí           | Jméno          | Země       | Čas     |
| ---------------- | -------------- | ---------- | ------- |
| Zlatá medaile    | Chad Hedrick   | USA        | 6:34,37 |
| Stříbrná medaile | Carl Verheijen | Nizozemsko | 6:38,15 |
| Bronzová medaile | Gianni Romme   | Nizozemsko | 6:38,73 |
| 4.               | Eskil Ervik    | Norsko     | 6:40,82 |
| 5.               | Enrico Fabris  | Itálie     | 6:41,80 |
| 6.               | Bob de Jong    | Nizozemsko | 6:43,17 |
| 7.               | Ivan Skobrev   | Rusko      | 6:44,48 |
| 8.               | Paweł Zygmunt  | Polsko     | 6:45,61 |
| 9.               | Øystein Grødum | Norsko     | 6:46,30 |
| 10.              | Witold Mazur   | Polsko     | 6:48,02 |

### 10 000 metrů
Závodu se zúčastnilo 16 závodníků.
| Pořadí           | Jméno            | Země       | Čas      |
| ---------------- | ---------------- | ---------- | -------- |
| Zlatá medaile    | Carl Verheijen   | Nizozemsko | 13:37,15 |
| Stříbrná medaile | Bob de Jong      | Nizozemsko | 13:45,52 |
| Bronzová medaile | Chad Hedrick     | USA        | 13:54,98 |
| 4.               | KC Boutiette     | USA        | 13:56,81 |
| 5.               | Øystein Grødum   | Norsko     | 13:57,36 |
| 6.               | Frank Dittrich   | Německo    | 13:58,32 |
| 7.               | René Taubenrauch | Německo    | 14:03,39 |
| 8.               | Witold Mazur     | Polsko     | 14:04,12 |
| 9.               | Gianni Romme     | Nizozemsko | 14:04,15 |
| 10.              | Jurij Kochanec   | Rusko      | 14:04,74 |

## Ženy

### 500 metrů
Závodu se zúčastnilo 21 závodnic.
| Pořadí           | Jméno                           | Země       | Čas 1       | Čas 2       | Celkový čas |
| ---------------- | ------------------------------- | ---------- | ----------- | ----------- | ----------- |
| Zlatá medaile    | Wang Man-li                     | Čína       | 38,65 (1.)  | 38,23 (1.)  | 76,880      |
| Stříbrná medaile | Anželika Kotjugová              | Bělorusko  | 39,17 (4.)  | 38,69 (2.)  | 77,860      |
| Bronzová medaile | Žen Chuej                       | Čína       | 39,16 (3.)  | 39,16 (4.)  | 78,320      |
| 4.               | Jenny Wolfová                   | Německo    | 39,11 (2.)  | 39,24 (5.)  | 78,350      |
| 5.               | Marianne Timmerová              | Nizozemsko | 39,25 (5.)  | 39,42 (8.)  | 78,670      |
| 6.               | Šihomi Šinjaová                 | Japonsko   | 39,60 (9.)  | 39,12 (3.)  | 78,720      |
| 7.               | Monique Garbrechtová-Enfeldtová | Německo    | 39,48 (7.)  | 39,30 (6.)  | 78,780      |
| 8.               | Andrea Nuytová                  | Nizozemsko | 39,52 (8.)  | 39,62 (12.) | 79,140      |
| 9.               | Aki Tonoikeová                  | Japonsko   | 39,73 (12.) | 39,43 (9.)  | 79,160      |
| 10.              | Chiara Simionatová              | Itálie     | 39,39 (6.)  | 39,78 (15.) | 79,170      |

### 1000 metrů
Závodu se zúčastnilo 24 závodnic.
| Pořadí           | Jméno                           | Země       | Čas     |
| ---------------- | ------------------------------- | ---------- | ------- |
| Zlatá medaile    | Anni Friesingerová              | Německo    | 1:17,82 |
| Stříbrná medaile | Marianne Timmerová              | Nizozemsko | 1:18,50 |
| Bronzová medaile | Cindy Klassenová                | Kanada     | 1:18,68 |
| 4.               | Anželika Kotjugová              | Bělorusko  | 1:18,80 |
| 4.               | Jennifer Rodriguezová           | USA        | 1:18,80 |
| 6.               | Chris Wittyová                  | USA        | 1:19,08 |
| 7.               | Monique Garbrechtová-Enfeldtová | Německo    | 1:19,32 |
| 8.               | Annamarie Thomasová             | Nizozemsko | 1:19,54 |
| 9.               | Maki Tabataová                  | Japonsko   | 1:19,59 |
| 10.              | Chiara Simionatová              | Itálie     | 1:19,72 |

### 1500 metrů
Závodu se zúčastnilo 22 závodnic.
| Pořadí           | Jméno                 | Země       | Čas     |
| ---------------- | --------------------- | ---------- | ------- |
| Zlatá medaile    | Anni Friesingerová    | Německo    | 2:00,48 |
| Stříbrná medaile | Cindy Klassenová      | Kanada     | 2:01,21 |
| Bronzová medaile | Jennifer Rodriguezová | USA        | 2:01,54 |
| 4.               | Barbara de Loorová    | Nizozemsko | 2:01,58 |
| 5.               | Annamarie Thomasová   | Nizozemsko | 2:02,71 |
| 6.               | Maki Tabataová        | Japonsko   | 2:02,93 |
| 7.               | Wang Fej              | Čína       | 2:03,10 |
| 8.               | Chiara Simionatová    | Itálie     | 2:03,28 |
| 9.               | Marianne Timmerová    | Nizozemsko | 2:03,68 |
| 10.              | Katarzyna Wójcická    | Polsko     | 2:03,95 |

### 3000 metrů
Závodu se zúčastnilo 23 závodnic.
| Pořadí           | Jméno                          | Země       | Čas     |
| ---------------- | ------------------------------ | ---------- | ------- |
| Zlatá medaile    | Claudia Pechsteinová           | Německo    | 4:13,46 |
| Stříbrná medaile | Gretha Smitová                 | Nizozemsko | 4:13,85 |
| Stříbrná medaile | Anni Friesingerová             | Německo    | 4:13,85 |
| 4.               | Clara Hughesová                | Kanada     | 4:13,98 |
| 5.               | Gunda Niemannová-Stirnemannová | Německo    | 4:15,50 |
| 6.               | Kristina Grovesová             | Kanada     | 4:17,09 |
| 7.               | Catherine Raneyová             | USA        | 4:17,66 |
| 8.               | Barbara de Loorová             | Nizozemsko | 4:18,29 |
| 9.               | Valentina Jakšinová            | Rusko      | 4:18,54 |
| 10.              | Helen van Goozenová            | Nizozemsko | 4:19,52 |
|                  |                                |            |         |
| 16.              | Martina Sáblíková              | Česko      | 4:23,94 |

### 5000 metrů
Závodu se zúčastnilo 16 závodnic.
| Pořadí           | Jméno                          | Země       | Čas     |
| ---------------- | ------------------------------ | ---------- | ------- |
| Zlatá medaile    | Clara Hughesová                | Kanada     | 7:10,66 |
| Stříbrná medaile | Gretha Smitová                 | Nizozemsko | 7:11,17 |
| Bronzová medaile | Claudia Pechsteinová           | Německo    | 7:13,42 |
| 4.               | Gunda Niemannová-Stirnemannová | Německo    | 7:16,26 |
| 5.               | Valentina Jakšinová            | Rusko      | 7:20,32 |
| 6.               | Catherine Raneyová             | USA        | 7:24,90 |
| 7.               | Světlana Vysokovová            | Rusko      | 7:24,91 |
| 8.               | Kristina Grovesová             | Kanada     | 7:25,04 |
| 9.               | Barbara de Loorová             | Nizozemsko | 7:25,47 |
| 10.              | Helen van Goozenová            | Nizozemsko | 7:28,79 |
|                  |                                |            |         |
| 12.              | Martina Sáblíková              | Česko      | 7:31,39 |

## Medailové pořadí zemí
| Pořadí | Země       | Zlato | Stříbro | Bronz | Celkem |
| ------ | ---------- | ----- | ------- | ----- | ------ |
| 1.     | Německo    | 3     | 1       | 1     | 5      |
| 2.     | Nizozemsko | 2     | 6       | 2     | 10     |
| 3.     | Kanada     | 2     | 2       | 2     | 6      |
| 4.     | USA        | 2     | 0       | 2     | 4      |
| 5.     | Čína       | 1     | 0       | 1     | 2      |
| 6.     | Bělorusko  | 0     | 1       | 0     | 1      |
| 6.     | Rusko      | 0     | 1       | 0     | 1      |
| 8.     | Japonsko   | 0     | 0       | 1     | 1      |